# Gerhard Pomaßl
Gerhard Pomaßl (* 5. Juni 1929 in Mährisch-Sternberg, Tschechoslowakei; † 6. Februar 1993 in Leipzig) war ein deutscher Bibliothekar.

## Leben
Gerhard Pomaßl trat 1946 in die SED ein und machte im folgenden Jahr das Abitur.:S. 435 Anschließend studierte er Germanistik, Anglistik, Pädagogik und Philosophie an der Friedrich-Schiller-Universität Jena und legte dort 1951 das Staatsexamen ab. Im selben Jahr begann er als Bibliotheksreferendar an der Thüringischen Landesbibliothek in Weimar und absolvierte in einem Sonderlehrgang an der Öffentlichen Wissenschaftlichen Bibliothek Berlin die Ausbildung für den höheren Bibliotheksdienst. 1953 legte Pomaßl die Fachprüfung mit der Note befriedigend ab und arbeitete danach als wissenschaftlicher Bibliothekar.:S. 435 Von 1953 bis 1961 war er an der Universitätsbibliothek Jena Leiter der Abteilungen Kataloge, Altbestände und Magazine. Im Jahr 1960 promovierte er an der Universität Jena mit dem Thema „Die Reaktionen der Frau auf Minnesang und Minnedienst in der deutschen Lyrik des 12. und 13. Jahrhunderts“.
Ab 1961 war Pomaßl an der Deutschen Bücherei in Leipzig tätig. Der Bibliothekswissenschaftler leitete die größte Abteilung, die Abteilung Bibliographie, und war für die Herausgabe der „Deutschen Nationalbibliographie“ zuständig. Seine Veröffentlichungen befassten sich vor allem mit dem Thema Bibliographie. Pomaßl gehörte zum Reisekader und war 1965 zum Sekretär der „International Federation of Library Associations and Institutions“ (IFLA)-Kommission für Bibliographie gewählt worden sowie seit 1968 Vorsitzender der Kommission.:S. 436 Im Jahr 1969 wurde der Abteilungsdirektor einer der beiden Stellvertreter des Generaldirektors Helmut Rötzsch. Nach der Zusammenlegung der Deutschen Bücherei mit der Deutschen Bibliothek in Frankfurt erfolgte ein Personalabbau in Leipzig. In der Folge schied Pomaßl Ende 1990 im Alter von 60 Jahren aus.

## Schriften (Auswahl)
- Führer durch die Bibliotheken der Universitätsstadt Jena. Universitätsbibliothek Jena 1958.
- Die Reaktionen der Frau auf Minnesang und Minnedienst in der deutschen Lyrik des 12. und 13. Jahrhunderts. Dissertation Universität Jena 1960.
- Die sowjetischen Bibliotheken und die Information. In: Zentralblatt für Bibliothekswesen, Bd. 78 (1964), S. 129–148.
- Zehn Jahre Thüringer Zentralkatalog. In: Annemarie Hille (Hrsg.): Weite Welt und breites Leben. Festschrift der Universitätsbibliothek der Friedrich-Schiller-Universität Jena zum 80. Geburtstag von Karl Bulling am 24. Juli 1965 (= Zentralblatt für Bibliothekswesen, Beiheft, Bd. 82). Bibliographisches Institut, Leipzig 1966, S. 87–102.
- Verbandsarbeit auf dem Gebiet der Bibliographie auf nationaler Ebene. In: Zentralblatt für Bibliothekswesen, Bd. 83 (1969), S. 65–78.
- Synoptic tables concerning the current national bibliographies. 2. Aufl. Bibliotheksverband der Deutschen Demokratischen Republik, Berlin/Leipzig 1975.
- (mit Gottfried Rost): Die Bibliographie im System der Information. In: Hans Wälti (Hrsg.): Von der systematischen Bibliographie zur Dokumentation (= Wege der Forschung, Bd. 144). Wissenschaftliche Buchgesellschaft, Darmstadt 1968, S. 289–322, ISBN 3-534-05579-9.
- Im Dienste der bibliothekarisch-bibliographischen Literaturinformation in der DDR. 10 Jahre Leit- und Koordinierungsfunktion der Deutschen Bücherei. In: Jahrbuch der Deutschen Bücherei, Bd. 16 (1980), S. 57–77.
- Der Beitrag der Deutschen Bücherei zur Entwicklung der Bibliographie. In: Zentralblatt für Bibliothekswesen, Bd. 101 (1987), S. 388–394.
- Oberbibliotheksrat Prof. Dr. Helmut Rötzsch zum 65. Geburtstag. In: Zentralblatt für Bibliothekswesen, Bd. 102 (1988), S. 557–578.